# Совещательное собрание моджахедов
Совещательное собрание моджахедов, Меджли́с шура́ аль-муджахиди́н (араб. مجلس شورى المجاهدين‎) — головная организация восьми суннитских исламистских повстанческих группировок (Аль-Каида в Ираке, Джейш ат-Таифа аль-Мансура и др.), принимавших участие в борьбе против международных коалиционных сил в Ираке, а также против иракских формирований, созданных при поддержке США.
Часть Совещательного собрания моджахедов — Аль-Каида в Ираке была признана США в сентябре 2006 года «самой значительной политической силой» в провинции Анбар.
В октябре 2006 года было объявлено о создании Совещательным собранием моджахедов и др. группировками «Исламского государства Ирак», которое должно было включить в себя провинции Багдад, Анбар, Дияла, Киркук, Салах-эд-Дин, Найнава и часть провинций Бабиль и Васит на Западе и Центральной части Ирака, где проживает большинство арабов-суннитов.